# Chiesa del monastero di Sighișoara
La chiesa del monastero, nota anche come chiesa del monastero domenicano (in rumeno: Biserica Mănăstirii Dominicane, in tedesco: Dominikanerkapelle), è una chiesa gotica che in passato faceva parte di un monastero domenicano medievale a Sighișoara, in Romania.

## Storia
Il monastero fu eretto nel 1289 e demolito nel 1888. Faceva parte di una rete progettata da Paolo l'Ungherese in tutto il Regno d'Ungheria per fungere da baluardo contro l'eresia. Ad un certo punto, il nobile ungherese Leonard Barlabássy diede alla chiesa una donazione in denaro.

## Galleria d'immagini

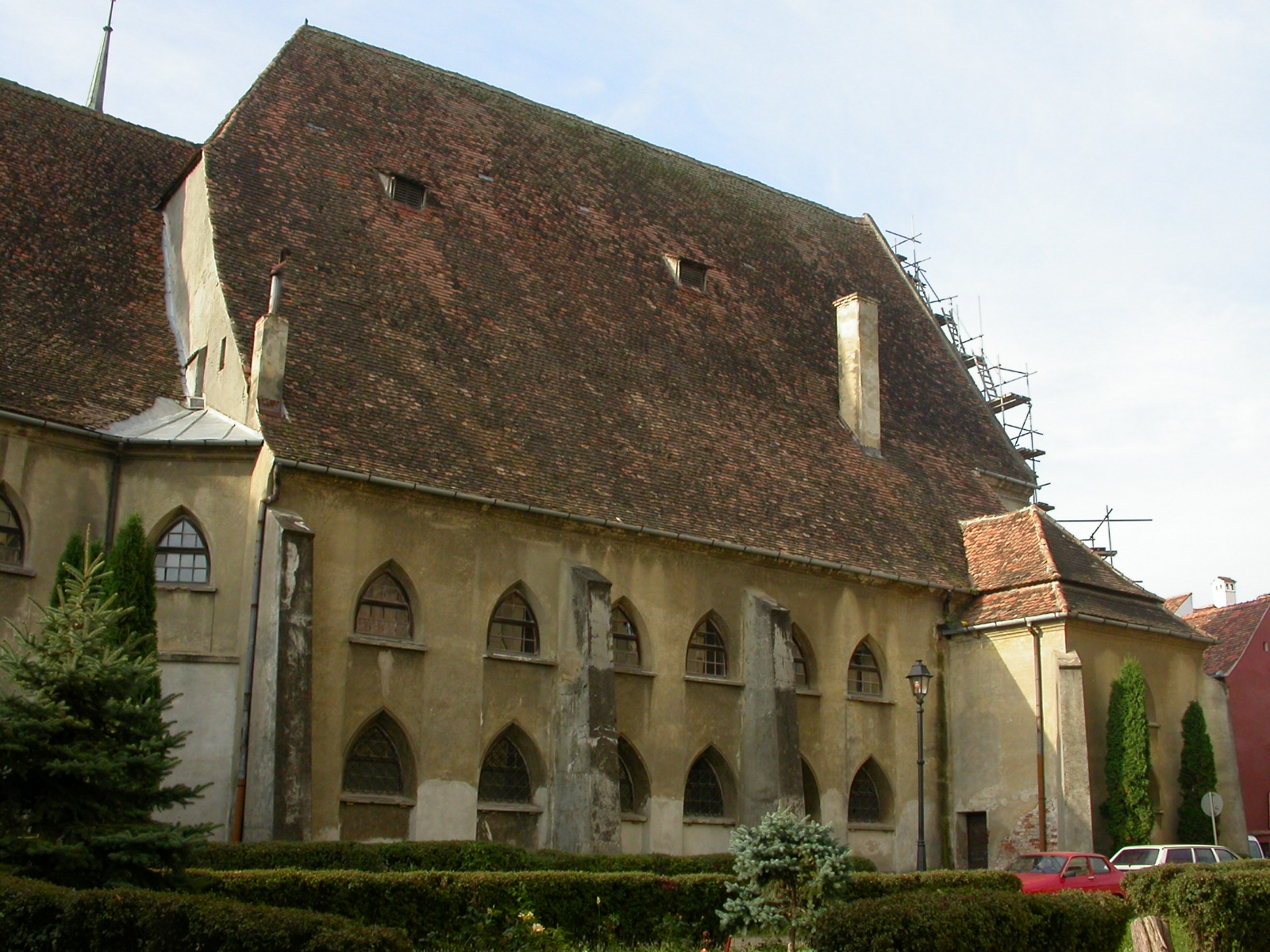
Fiancata della chiesa durante una ristrutturazione.
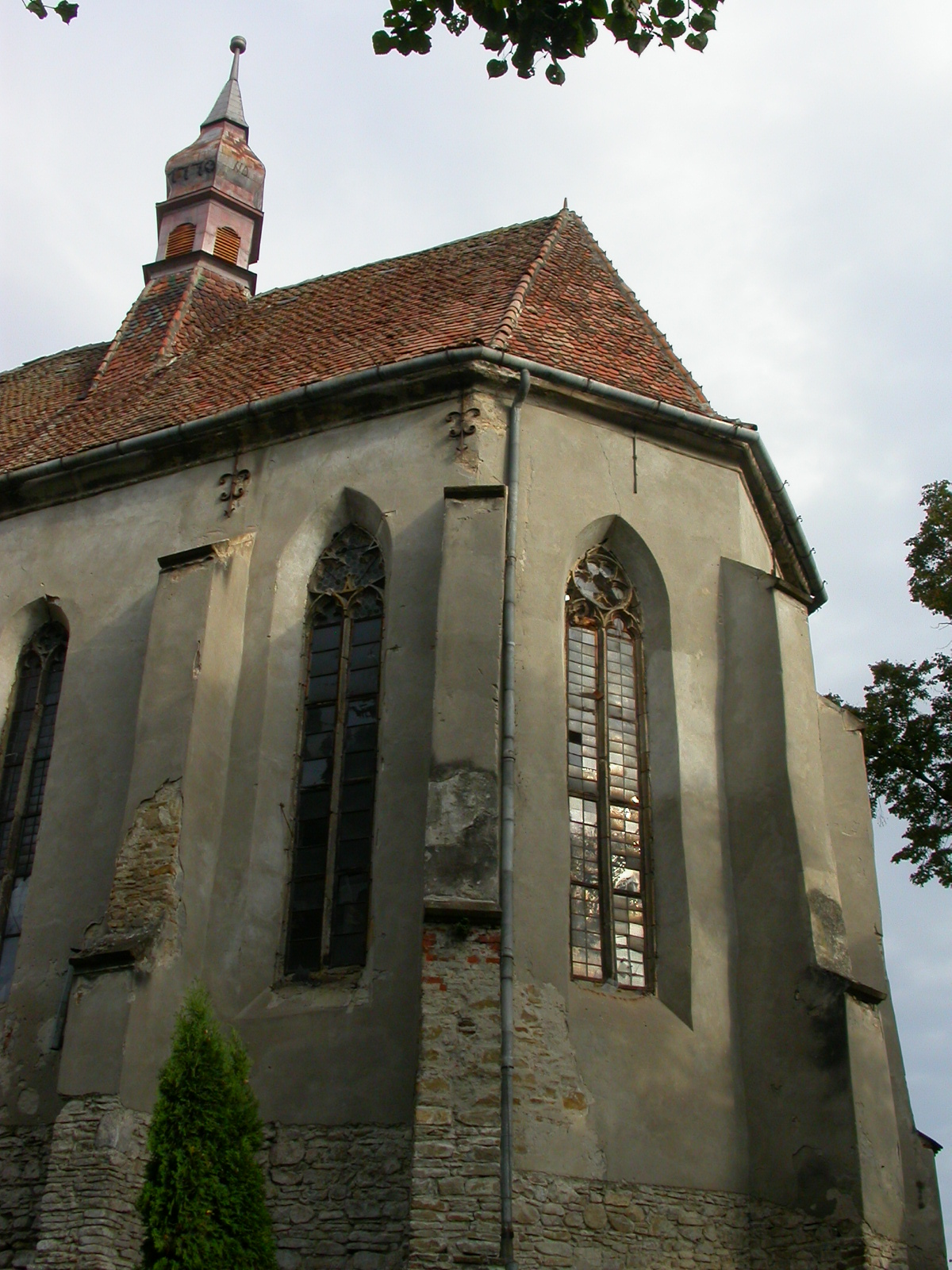
Due finestroni della chiesa (immagine del 2006).
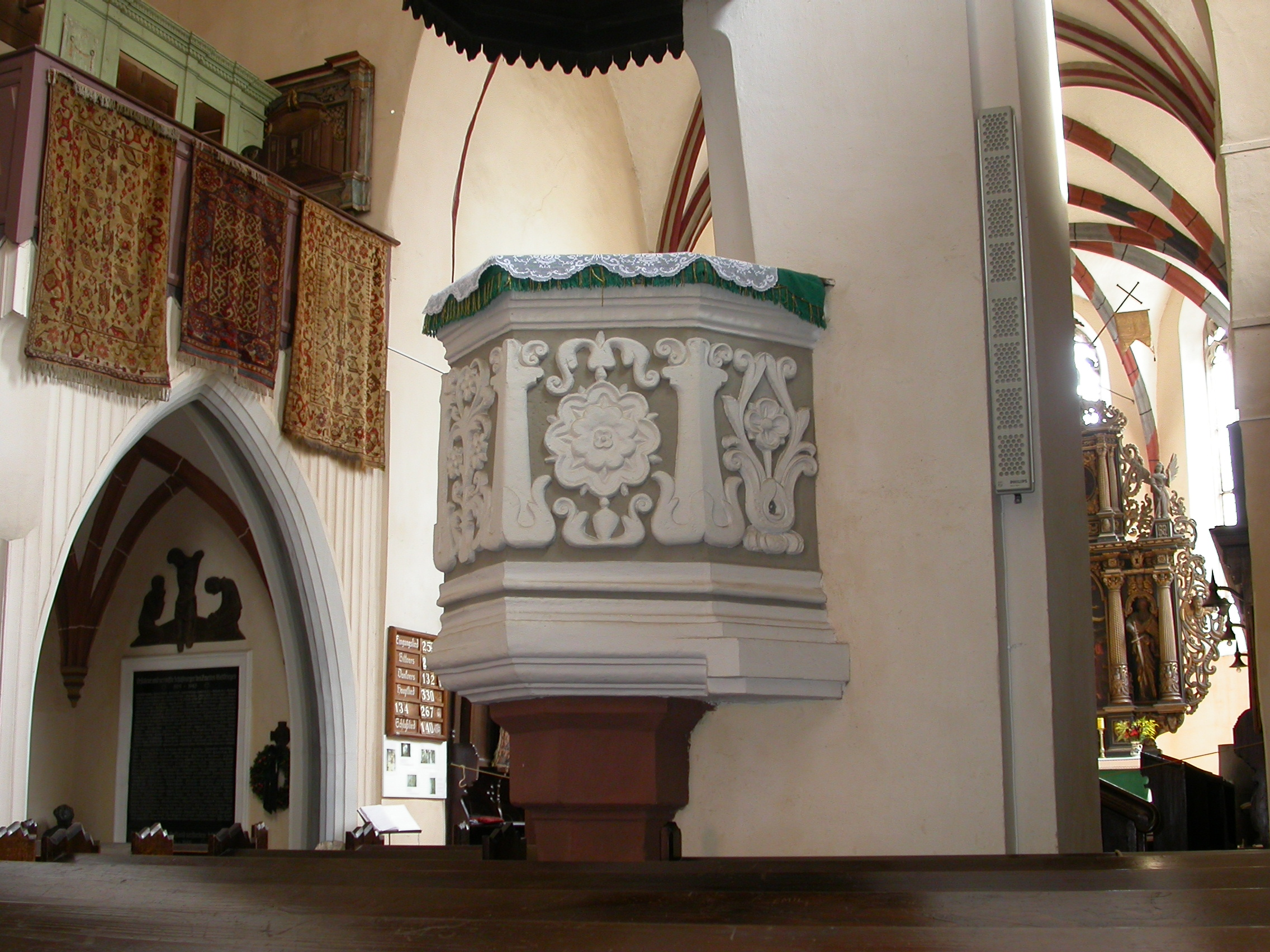
Dettaglio del pulpito.